# 今中哲二
今中 哲二（いまなか てつじ、1950年9月18日 - ）は、日本の工学者。工学修士。専門は原子力工学。京都大学複合原子力科学研究所研究員 兼 京都大学大学院工学研究科都市環境工学専攻助教。
瀬尾健とチェルノブイリ原子力発電所事故後の追跡調査を中心に活動した。熊取六人衆の一人。広島県広島市出身。

## 経歴
- 1973年（昭和48年） - 大阪大学工学部原子力工学科卒業。
- 1976年（昭和51年） - 東京工業大学大学院理工学研究科修士課程修了（原子力工学）。
- 1976年（昭和51年） - 京都大学原子炉実験所助手（文部教官）。
- 2007年（平成19年） - 京都大学原子炉実験所助教。
- 2016年（平成28年） - 京都大学原子炉実験所研究員
- 2018年（平成30年） - 京都大学複合原子力科学研究所研究員
- 研究分野：原子力学、環境影響評価・環境政策[2]
- 所属学会：日本原子力学会、日本放射線影響学会[3]
- 研究テーマ：原子力施設がもたらす環境影響に関する研究、広島・長崎原爆による中性子線量評価に関する研究[2]

## 人物・エピソード
- 母親が広島で被爆した被曝二世であるが、原子力工学を専攻したのはそのためではなく、時代が高度経済成長にさしかかった頃で、原子力が日本の将来に大きく貢献するというイメージに振り回されたから、と述べている。
- 大学院時代に原子力開発というのはなんとなく胡散臭いものだという部分が見えたから、就職後もそれを推し進めるのでなく、むしろその否定的な面に注目し明らかにしていこうと、一貫して"原子力をやめることに役に立つ研究"を行っているという[4]。
- 1978年（昭和53年）8月、愛媛県の伊方原子力発電所1号機の原子炉設置許可取り消しを求めて原発周辺住民35人が提訴した伊方原発訴訟を支援。日本で初めて原子力発電所の安全性が争われた中、科学者グループ（熊取六人衆、熊取六人組）の一人として活動した。
- 2011年（平成23年）7月27日、衆議院厚生労働委員会の参考人として、東京電力福島第一原子力発電所事故に関連し放射線の健康への影響についての意見を開陳した[5]。
- 2012年（平成24年）9月1日、福岡県福岡市アクロス福岡で「2012平和のための戦争展ふくおか」と反核医師の会のジョイント企画として、講演した「福島原発事故と私たちの未来 ～原子力の過去、現在、未来？～ 」において、自らを“私も原子力村のはしくれ、窓際の住人”と評した[6]。
- ECRR（欧州放射線リスク委員会）勧告への個人的感想として、批判的見解を述べている[7][8][9]。

## 著作など
- 共著：小出裕章、久米三四郎ほか 著、原子力技術研究会 編『原発の安全上欠陥』第三書館、1979年1月。ISBN 4807491113。
- 『チェルノブイリ10年 大惨事がもたらしたもの』（1996年4月、原子力資料情報室）編：原子力資料情報室
- 今中哲二 編『チェルノブイリ事故による放射能災害 : 国際共同研究報告書』技術と人間、1998年10月。ISBN 4-7645-0125-2。
- 共著：高木仁三郎、西尾漠、小出裕章ほか『知ればなっとく脱原発』七つ森書館、2002年3月。ISBN 4822802515。
- 今中哲二・原子力資料情報室 編『「チェルノブイリ」を見つめなおす 20年後のメッセージ』原子力資料情報室、2006年4月。ISBN 9784503171115。
- ウラジーミル・バベンコ、ベラルーシ･ベルラド放射能安全研究所 著、監修：今中哲二 編『自分と子どもを放射能から守るには（日本語版特別編集）』世界文化社、2011年9月。ISBN 4418113185。

### 翻訳
- ジョン・ゴフマン 著、伊藤昭好、今中哲二ほか 訳『人間と放射線 : 医療用X線から原発まで（原題: Radiation and human health）』社会思想社、1991年2月。ISBN 4-390-50185-2。

ジョン・ゴフマン 著、伊藤昭好、今中哲二ほか 訳『新装版 人間と放射線 医療用X線から原発まで』明石書店、2011年8月。ISBN 4750334545。

### 研究
- トヨタ財団助成国際共同研究報告書『チェルノブイリ事故による放射能災害 国際共同研究報告書』（1998年）

IMANAKA Tetsuji, ed. (1998), Research Activities about the Radiological Consequences of the Chernobyl NPS Accident and Social Activities to Assist the Sufferers by the Accident, KURRI-KR-21
- 文部省科学研究費補助金研究成果報告書『ベラルーシ、ウクライナ、ロシアにおけるチエルノブイリ原発事故研究の現状調査』（2000-2002年）

IMANAKA Tetsuji, ed. (2002), Recent Research Activity about Chernobyl NPP Accident in Belarus, Ukraine and Russia, KURRI-KR-79
- トヨタ財団助成研究共同研究報告書『チェルノブイリ原発事故の実相解明への多角的アプローチ -20年を機会とする事故被害のまとめ-』（2007年）

IMANAKA Tetsuji, ed. (2008), Many-sided Approach to the Realities of the Chernobyl NPP Accident - Summing-up of the Consequences of the Accident Twenty Years After (II) -, KURRI KR-139